# Torneio de Montreux de 1954
O Torneio de Montreux de 1954  foi a 28ª edição do Torneio de Montreux.

## Resultados
|    | Equipe           | Pts | J | V | E | D | GM | GS | DG  |
| -- | ---------------- | --- | - | - | - | - | -- | -- | --- |
| 1º | Portugal         | 20  | 7 | 6 | 1 | 0 | 27 | 9  | 18  |
| 2º | Montreux HC      | 19  | 7 | 6 | 0 | 1 | 25 | 12 | 13  |
| 3º | Itália B         | 17  | 7 | 5 | 0 | 2 | 29 | 11 | 18  |
| 4º | RCD Español      | 14  | 7 | 3 | 1 | 3 | 15 | 15 | 0   |
| 5º | Herne Bay        | 13  | 7 | 3 | 0 | 4 | 16 | 19 | -3  |
| 6º | Alemanha         | 11  | 7 | 2 | 0 | 5 | 17 | 28 | -11 |
| 7º | Klopstokia RHC   | 10  | 7 | 1 | 1 | 5 | 19 | 36 | -17 |
| 8º | Bordéus/Biarritz | 8   | 7 | 0 | 1 | 6 | 12 | 30 | -18 |

|                  | Suíça | Espanha | Itália | França | Alemanha | Bélgica | Portugal | Inglaterra |
| ---------------- | ----- | ------- | ------ | ------ | -------- | ------- | -------- | ---------- |
| Montreux HC      |       | 2-1     | 4-1    | 6-3    | 5-1      | 4-2     | 1-2      | 3-2        |
| RCD Español      |       |         | 1-4    | 1-0    | 3-4      | 4-2     | 1-1      | 4-2        |
| Itália B         |       |         |        | 4-0    | 5-2      | 7-2     | 0-1      | 8-1        |
| Bordéus/Biarritz |       |         |        |        | 3-4      | 4-4     | 2-6      | 0-5        |
| Alemanha         |       |         |        |        |          | 4-5     | 1-5      | 1-2        |
| Klopstokia RHC   |       |         |        |        |          |         | 3-10     | 1-3        |
| Portugal         |       |         |        |        |          |         |          | 2-1        |
| Herne Bay        |       |         |        |        |          |         |          |            |